# Снежная пушка

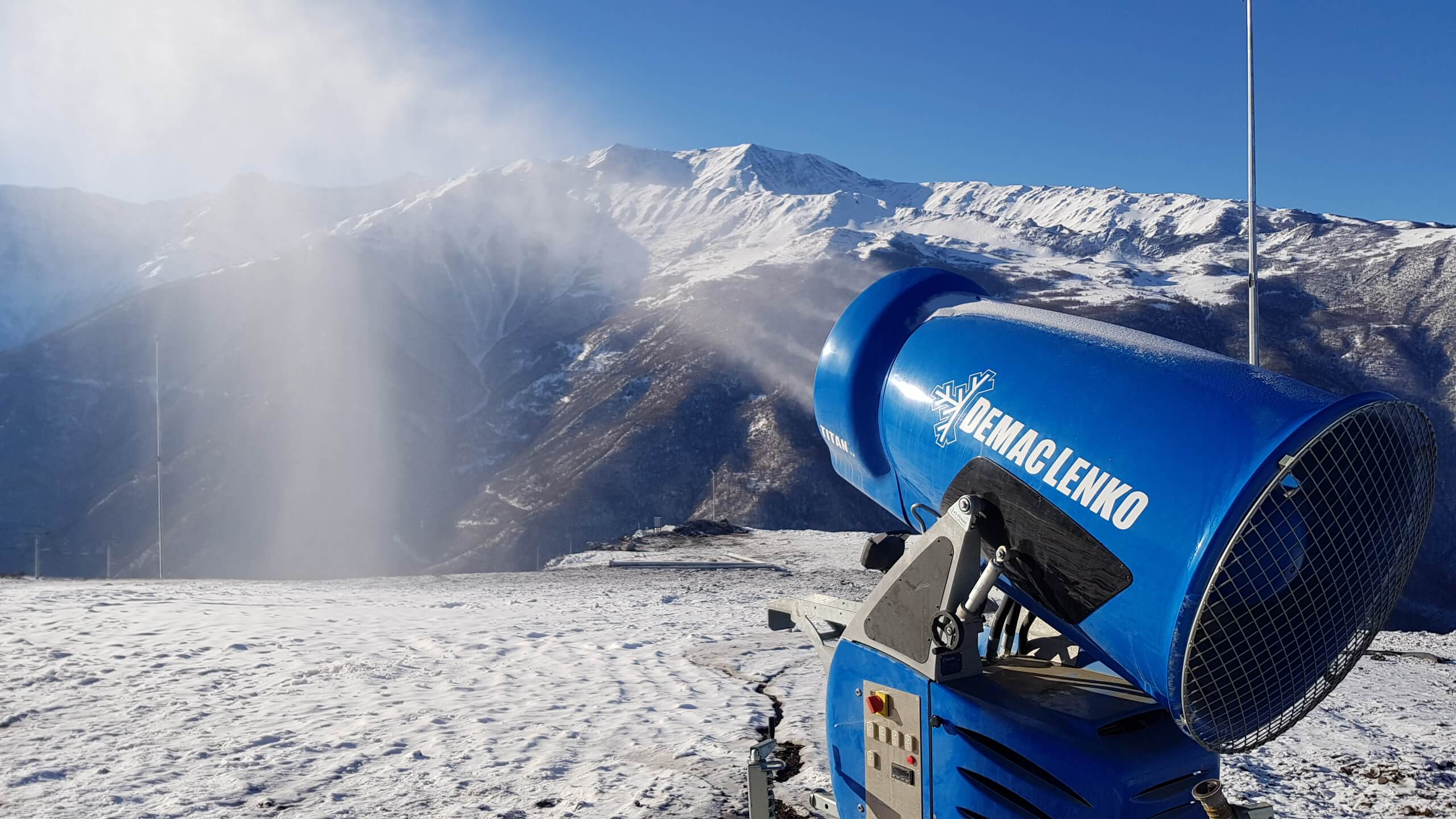
Снежная пушка DemacLenko Titan 2.0 MMK. Первичное оснежение на горнолыжном курорте Ведучи (Чеченская Республика, Россия)

Снежная пушка (снегогенератор вентиляторного типа) — машина для производства снега для горнолыжных склонов или лыжных трасс. Снег образуется за счет мелкодисперсного распыления воды со сжатым воздухом через форсунки — водяные (через них подается только вода) и нуклеативные (подаются вода и сжатый воздух), получаемая смесь выдувается мощным вентилятором на 50—80 метров от аппарата, обеспечивая снежным покровом большую площадь. Обычно современные пушки способны начать производить снег при температуре воздуха по влажному термометру от -2 °C и ниже. Применение снегогенераторов на горнолыжных курортах существенно снижает их зависимость от погодных условий, позволяет восстанавливать покров во время сезона, обеспечивая катание с ранней осени и до поздней весны.

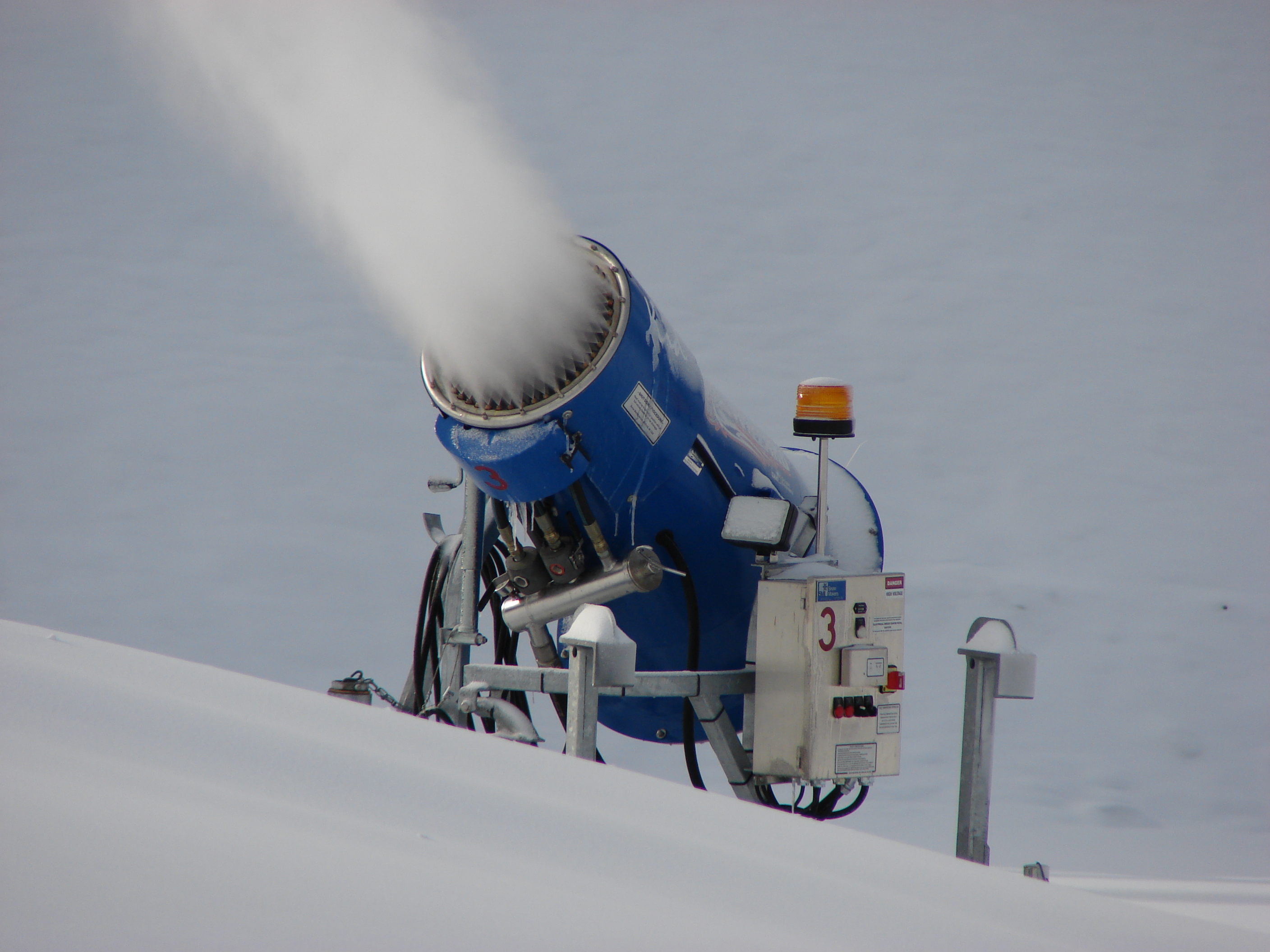
Снежная пушка за работой

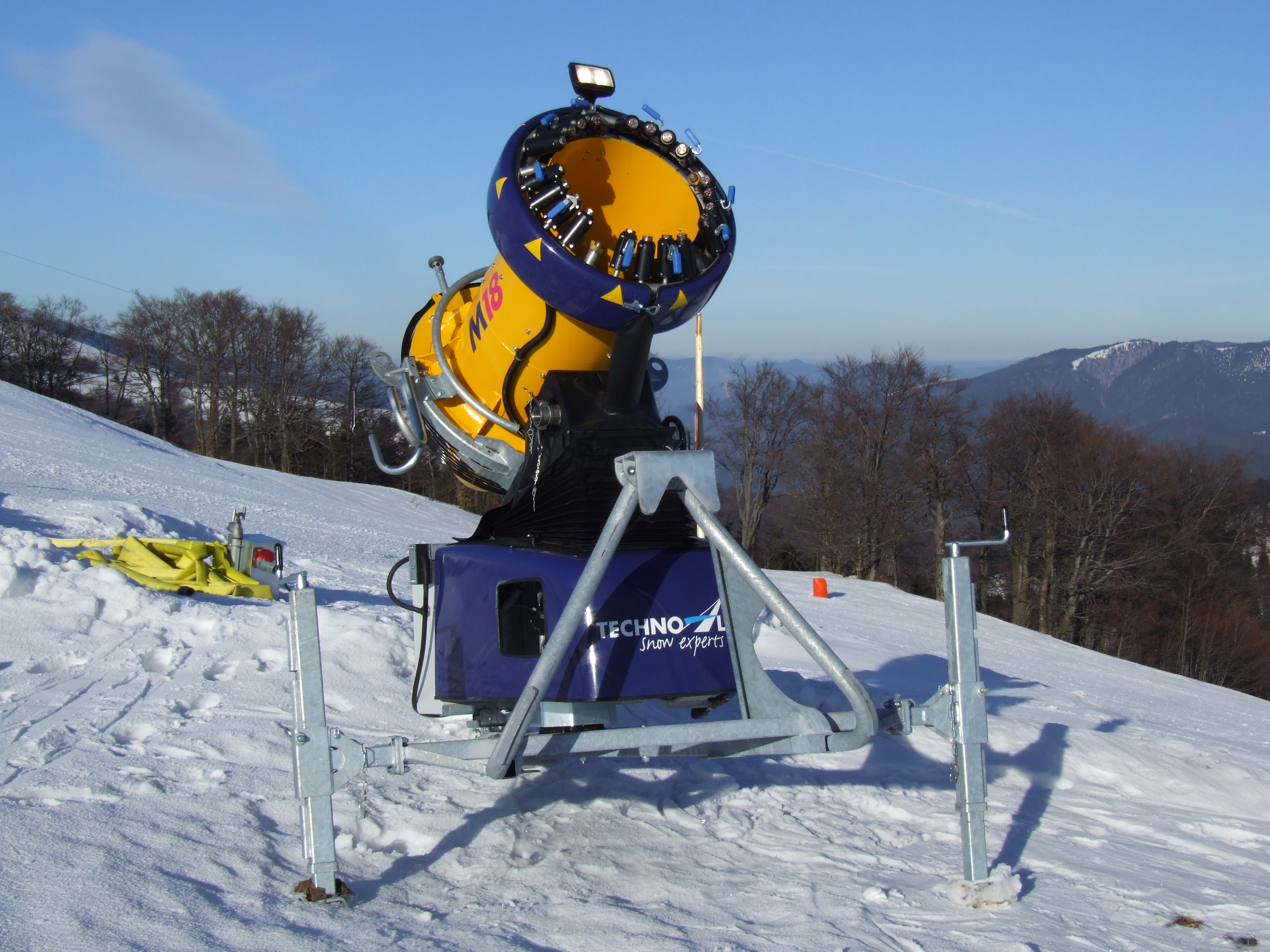
Снежная пушка

## Особенности искусственного снега
Любители горных лыж считают, что искусственный снег уступает по своим характеристикам естественному. Это происходит потому, что естественный снег состоит из снежинок, а искусственный — из не всегда полностью замёрзших капель воды, в результате чего и плотность, и влажность создаваемого таким образом снежного покрова значительно выше. Искусственный снег лежит дольше естественного, тем самым оказывая влияние на почву, растительность и гидрологический режим поверхности.

## Производительность искусственного снегометания
Производительность зависит от мощности морозильной установки, снегомётного винта и мотора, который приводит механизм в действие. Средняя производительность снегомёта составляет примерно несколько сотен литров в минуту.